# 戚正武
戚正武(1932年4月10日—)，宁波鄞县人。生物化学家，中国科学院院士，第三世界科学院院士。

## 生平
1952年，毕业于上海同济大学化学系。1959年，获苏联莫斯科医学院生物化学研究所副博士学位。1999年，当选为中国科学院院士。长期从事活性肽、酶蛋白及神经毒素的研究，并取得多项重要成果。